# Marcel Morimont
Marcel Charles Alphonse Morimont (født 9. juni 1886, ukendt dødsår) var en belgisk roer, som deltog i de olympiske lege 1908 i London. 
Morimont var med i den belgiske otter (fra klubben Royal Club Nautique de Gand) ved OL 1908. Her vandt belgierne først over en britisk båd fra Cambridge i semifinalen, men i finalen mod en anden britisk båd fra Leander Club blev de besejret med omkring to længder og måtte nøjes med andenpladsen (der officielt ikke blev belønnet med medaljer ved disse lege). Den belgiske båds øvrige besætning blev udgjort af Oscar Taelman, Rémy Orban, Polydore Veirman, Georges Mys, François Vergucht, Oscar de Somville, Rodolphe Poma og styrmand Alfred van Landeghem.